# Betongnatt
Betongnatt (finska: Betoniyö), är en finsk långfilm från 2013 i regi av Pirjo Honkasalo baserad på en roman av Pirkko Saisio. Betongnatt är fotograferad i svart-vitt av filmfotografen Peter Flinckenberg. Filmen var utvald till tävlingssektionen Dragon Award Best Nordic Film vid Göteborgs filmfestival 2014 och vann sex Jussi-priser (finska Guldbaggar) samma år. Filmen hade svensk premiär den 21 februari 2014.
Huvudproducent är det finska bolaget Bufo Oy och samproducenter det svenska bolaget Plattform Produktion och det danska Magic Hour Films. Filmen fick produktionsstöd från Suomen Elokuvasäätiö (Finlands filmstiftelse), Danska filminstitutet, Svenska filminstitutet och Nordisk Film- och TV Fond.

## Handling
Betongnatt är en drömlik odyssé genom Helsingfors under loppet av en natt. Huvudpersonen i filmen är 14 -årige Simo som fortfarande söker sin identitet och saknar förmågan att skydda sig själv från sin omgivning. Simo och hans storebror Ilkka är söner till en hjälplös och oförutsägbar ensamstående mamma. Deras kaotiska hem ligger djupt i hjärtat av en av Helsingfors betongförorter. Ilkka har en dag av frihet kvar innan han ska påbörja ett fängelsestraff. Mamman övertalar Simo att tillbringa den sista natten med sin bror.
Under dagen och natten driver de omkring i Helsingfors och bröderna bevittnar händelser de helst inte vill se. Sårbara Simo är inte utrustad för att förstå vad han ser och för honom verkar den ofiltrerade världen outhärdlig. Till sist under ett slumpartat möte med en fotograf, vars avsikter Simo misstolkar, fylls han av blind rädsla. I det panikslagna våld som följer finner Simo sin saknade identitet, sitt sanna ansikte.

## Priser och utmärkelser
Betongnatt vann det finska filmpriset Jussit 2014 i sex kategorier: Bästa film, Bästa regi, Bästa foto, Bästa scenografi, Bästa ljuddesign och  Bästa klippning.
Filmen var utvald till tävlingssektionen Dragon Award Best Nordic Film vid Göteborgs filmfestival 2014. Peter Flinkenberg nominerades till fotopriset vid Camerimage 2013 och Pirjo Honkasalo till Grand prix vid filmfestivalen i Warzsawa.